# Гірськолижний спорт на зимових Олімпійських іграх 1994
Змагання з гірськолижного спорту на зимових Олімпійських іграх 1994 в Ліллегаммері проходили з 13 по 21 лютого. Змагання зі швидкісних дисциплін проводилися в Квітф'єллі, а технічних — в Гаф'єллі. 

## Підсумки

### Таблиця медалей
| Місце | Країна          | Золото | Срібло | Бронза | Загалом |
| ----- | --------------- | ------ | ------ | ------ | ------- |
| 1     | Німеччина (GER) | 3      | 1      | 0      | 4       |
| 2     | США (USA)       | 2      | 2      | 0      | 4       |
| 3     | Норвегія (NOR)  | 1      | 2      | 2      | 5       |
| 4     | Швейцарія (SUI) | 1      | 2      | 1      | 4       |
| 5     | Італія (ITA)    | 1      | 1      | 2      | 4       |
| 6     | Австрія (AUT)   | 1      | 1      | 1      | 3       |
| 7     | Швеція (SWE)    | 1      | 0      | 0      | 1       |
| 8     | Росія (RUS)     | 0      | 1      | 0      | 1       |
| 9     | Словенія (SLO)  | 0      | 0      | 3      | 3       |
| 10    | Канада (CAN)    | 0      | 0      | 1      | 1       |

### Чемпіони та медалісти
| Дисципліна                   | Золото                        | Срібло                        | Бронза                                     |
| Чоловіки: швидкісний спуск   | Томмі Мо · США                | Четиль Андре Омодт · Норвегія | Ед Подівінскі · Канада                     |
| Чоловіки: супергігант        | Маркус Васмаєр · Німеччина    | Томмі Мо · США                | Четиль Андре Омодт · Норвегія              |
| Чоловіки: гігантський слалом | Маркус Васмаєр · Німеччина    | Урс Келін · Швейцарія         | Крістіан Маєр · Австрія                    |
| Чоловіки: слалом             | Томас Штангассінгер · Австрія | Альберто Томба · Італія       | Юре Кошір · Словенія                       |
| Чоловіки: комбінація         | Лассе К'юс · Норвегія         | Четиль Андре Омодт · Норвегія | Гаральд Крістіан Стренд Нільсен · Норвегія |
| Жінки: швидкісний спуск      | Катя Зайцінгер · Німеччина    | Пікабо Стріт · США            | Ізольде Костнер · Італія                   |
| Жінки: супергігант           | Даянн Рофф · США              | Світлана Гладишева · Росія    | Ізольде Костнер · Італія                   |
| Жінки: гігантський слалом    | Дебора Компаньоні · Італія    | Мартіна Ертль · Німеччина     | Френі Шнайдер · Швейцарія                  |
| Жінки: слалом                | Френі Шнайдер · Швейцарія     | Ельфі Едер · Австрія          | Катя Корен · Словенія                      |
| Жінки: комбінація            | Пернілла Віберг · Швеція      | Френі Шнайдер · Швейцарія     | Аленка Довжан · Словенія                   |